# 윤정희 (1944년)
윤정희(尹靜姬, 1944년 7월 30일~2023년 1월 19일)는 대한민국의 영화배우이다. 대종상 등 8개 신인상과 청룡영화제 인기상을 비롯해 문희, 남정임과 함께 60,70년대 여자 배우 트로이카로 유명하였다. 1968년 《장군의 수염》, 《절벽》, 1969년 《독 짓는 늙은이》, 《지하실의 7인》, 1971년 《분례기》, 1972년 《무녀도》, 《궁녀》, 1994년 《만무방》 등의 영화에 출연했다. 총 300여 편의 영화에 출연했다.
후배 연기자 금보라(본명: 손미자)와는 본명이 동명이인인 그녀는 대한민국 여자 석사 배우 1호라 일컬어지고 있으며 이후에는 후배 영화배우 유지인이 사실상 대한민국 여자 석사 배우 2호의 맥을 이었다.

## 생애

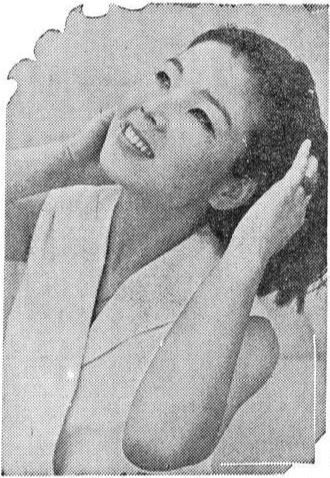
1966년의 윤정희

일제강점기인 1944년에 경상남도 부산에서 한 대학 교수의 딸로 태어났다. 경상남도 밀양에서 잠시 유아기를 보내고, 전라남도 광주에서 성장했다. 유치원을 다닐 때부터 발레와 노래를 배웠다.

### 배우 데뷔와 전성기
1967년 1,200:1의 경쟁률을 뚫고 합동영화사 강대진 감독의 영화 《청춘극장》으로 데뷔하였다. 합동영화사의 전속 배우로 계약하였는데, 김기덕 감독의 《네 멋대로 살아라》에 조연으로 출연해 달라는 요구에 자존심이 상해 전속 계약을 해지하였다. 이후 여러 영화사의 영화에 출연할 수 있게 되어, 첫 해에 22편을 촬영하는 등 많은 영화를 촬영하였다. 데뷔때 함께한 신성일과 파트너로 99편의 영화에 함께 주인공으로 나란히 출연하였다. 데뷔 후 7년 동안 280편에 출연했는데, 촬영이 많을 때는 하루에 3편을 동시에 찍기도 했고, 각기 다른 캐릭터를 소화하기 위해 차에서 머리를 바꾸고 차에서 잠을 자는 등 영화 외에 다른 사생활이 없었다고 말했다. 그 결과 프랑스 유학 이전까지 청룡상, 대종상 등에서 여우주연상만 24번 수상하였다. 전성기 시절엔 주연작품 5개를 동시에 상영하기도 했다.

### 유학
1년에 최소 40편, 일주일에 1편꼴로 영화를 찍었던 세월을 뒤로하고, 1973년 여우주연상 수상 소감에서 데뷔할 때부터 염두에 두고 있던 프랑스 유학을 발표한다. 1972년 뮌헨 문화올림픽과 윤이상의 오페라 《심청이》가 동시에 열려 효녀 심청으로 신상옥 감독과 참석했는데, 오페라 계단에서 피아니스트 백건우를 처음 보고 한국인임을 알아보고 자리가 어디인지 물어봐 친절하게 도움을 받았다. 공연이 끝나고 윤이상 선생을 비롯한 관계자들이 참석한 자리에서 그 청년이 윤이상 선생 옆에 앉아 있는 것을 보았고 그가 피아니스트 백건우라는 것을 알게 됐다. 백건우는 윤이상 선생과 잘 아는 사이이며, 독일 뮌헨에 연주 여행차 《심청이》 오페라도 보러 오게 된 것이었다. 이때 윤이상 선생의 소개로 둘이 알게 됐다. 회식에서 나이든 사람들은 제외하고 젊은 친구들만 모여서 따로 맥주를 마시러 갔는데, 적극적이고 잘 놀던 다른 유학생들과 달리 수줍음을 많이 타고 말도 적었던 백건우가 윤정희의 눈에 띄었다. 그러던 중 백건우가 윤정희에게 꽃 선물을 건넸고 서로에게 호감을 가졌다. 신상옥 감독이 백건우에게 파리 지리를 잘 모르므로 헌팅할 때 도와 달라며 부탁을 하여 파리까지 동행했다가 업무를 마치고 헤어진다. 그 후, 대한민국에서 오라는 요청이 쇄도하여 급히 귀국한 후 백건우를 까맣게 잊어버리고 만다.

### 백건우와의 열애

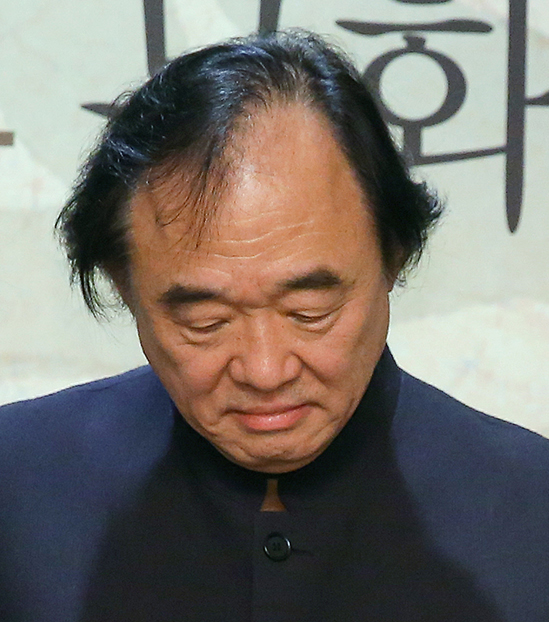
윤정희의 남편 백건우.

1974년 서강대학교 총장 신부 도움으로 프랑스로 유학을 가게 되고, 평범한 학생으로 소르본느 대학교에서 유학을 시작했다. 어느 날 친구와 영화를 본 후 대한민국 교포들이 자주 찾는, 짜장면이 유명한 광명식당으로 갔다. 식사를 마치고 일어나려는 순간 백건우가 들어오는 것을 보며 놀라고 말았다. 둘은 연락을 한 적도 없었는데 우연히 2년 만에 만난 것이었다. 이후 둘의 연애가 시작되고, 유명세 탓에 주변 사람들에게 알리지는 못하고 비밀리에 연애를 이어 갔다. 어느 날 대사관 초청 모임에 가서 즐거운 시간을 보내다가 마지막에 둘만의 시간을 보냈고 백건우가 이곳에 집을 마련하자는 제안을 해와, 처음엔 결혼 전엔 그럴 수 없다며 거부했으나 사랑이 커지자 곧 몽마르트 언덕에 작은 방 하나를 얻게 되었다. 부모님에게도 알리지 않고 비밀리에 같이 생활했다. 언론에 알려지지 않기 위해 차에서 내릴 때도 다른 방향으로 내리는 등 보안을 유지했다. 비밀 연애를 이어가던 중 부모님처럼 모시던 화가 이응노 선생 앞에서 둘의 결혼 계획을 알리면서 둘의 관계가 만천하에 알려졌다. 그렇게 두 사람은 결혼했고, 파리에 정착했다. 파리에서 사실상 실직자였던 탓에 백건우의 비서 역할을 도맡아 했다. 음악회를 가면 사진 촬영, 인터뷰 등등 스케줄이 많은데, 남편이 연습에만 집중할 수 있도록 다른 일을 정리하는 역할을 맡았다. 그래서 같이 있으니 휴대전화도 2대가 필요 없어 하나를 같이 썼다고 한다.
슬하에 장녀 하나만 두었으며, 장녀는 백건우처럼 음악계로 진출해 바이올리니스트로 활동 중이다.

### 16년 만의 복귀
이후에도 대한민국과 프랑스를 오가며 20여편의 영화에 출연했지만 1994년에 출연한 영화 《만무방》 이후 점차 추억 속의 배우로 기억되던 중 영화 데뷔 44년차, 마지막 영화 촬영 16년 만에  2010년 이창동 감독의 작품 《시》에 주연으로 출연하였고, 프랑스 칸 영화제에 초대되어 10분간 기립 박수를 받았다. 많은 언론들이 《시》를 주목했고 여우주연상도 노려볼만 하다는 평가가 나오기도 했다. 그러나 윤정희는 여우주연상보다는 모든 제작진이 즐거움을 공유할 수 있는 황금종려상을 타길 바랐다고 말했다. 영화제에서 좋은 평가를 받은 것만으로도 만족한다고 말했다. 이 영화제에서 심사위원장을 맡은 팀 버튼 감독과 많은 대화를 나눈 것도 화제가 됐다. 16년간 영화 출연을 하지 않았으나 은퇴를 한 것이라고 생각한 적은 한 번도 없었다고 말한다. 90대가 되어서도 매력 있는 역할이 있을 것이라 기대한다고 말했다. 그리고 이 영화는 윤정희의 마지막 작품이 됐다.

### 알츠하이머 투병과 사망
2019년에 알츠하이머병으로 투병 중이라는 사실이 백건우를 통해 알려졌고, 백건우가 스타다큐 마이웨이에 출연해서 근황을 언급했다. 마지막으로 출연한 영화인 《시》 촬영 당시에도 치매 증상을 보이는 등, 10년 넘게 알츠하이머병으로 투병해 온 것으로 알려졌다.
결국 건강 악화로 2023년 1월 19일에 타계했고, 백건우와 장녀가 임종을 지켰다.

## 학력
- 전남여자고등학교 (졸업)
- 조선대학교 영어영문학과 (중퇴)
- 고려대학교 사학과 (졸업)
- 중앙대학교 대학원 연극영화학과 석사과정 (졸업), 예술학석사
  - 학위논문명 - 영화사적 측면에서 본 한국여배우연구 : 1903-1946년을 중심으로
- 프랑스 파리 제3 대학교 대학원 영화학과 예술학과 (졸업)

## 영화출연 작품
- 1967년 《안개》
- 1967년 《까치 소리》
- 1967년 《강명화》
- 1967년 《개살구도 살구냐》
- 1967년 《그리움은 가슴마다》
- 1967년 《보은의 기적》
- 1967년 《삼등 여관》
- 1967년 《싸리골의 신화》
- 1967년 《암행어사》
- 1967년 《외롭지 않다》
- 1967년 《청춘극장》
- 1967년 《초야》
- 1967년 《황혼의 검객》 ... 향녀 역
- 1968년 《가로수의 합창》
- 1968년 《내시》
- 1968년 《감자》
- 1968년 《규방》
- 1968년 《금수강산》
- 1968년 《낙조》
- 1968년 《난풍》
- 1968년 《눈보라》
- 1968년 《단발 기생》
- 1968년 《대검객》
- 1968년 《독수공방》
- 1968년 《동경 특파원》
- 1968년 《맨발의 영광》
- 1968년 《밤은 무서워》
- 1968년 《밤하늘의 트럼펫》
- 1968년 《방울대감》
- 1968년 《살인 부르스》
- 1968년 《설녀》
- 1968년 《성난 대지》
- 1968년 《소라의 꿈》
- 1968년 《순애보》
- 1968년 《슬픔은 파도를 넘어》
- 1968년 《아빠 안녕》
- 1968년 《악몽》
- 1968년 《어머니는 강하다》
- 1968년 《엄마야 누나야 강변 살자》
- 1968년 《여로》
- 1968년 《영》
- 1968년 《옥비녀》
- 1968년 《순정》
- 1968년 《이수》
- 1968년 《일본인》
- 1968년 《잊으려 해도》
- 1968년 《장군의 수염》
- 1968년 《절벽》
- 1968년 《찬란한 슬픔》
- 1968년 《천하장사 임꺽정》
- 1968년 《칼맑스의 제자들》
- 1968년 《파란 이별의 글씨》
- 1968년 《팔도 기생》
- 1968년 《폭풍의 사나이》
- 1968년 《풍운 - 임란야화》
- 1968년 《화초 기생》
- 1968년 《황혼의 부르스》
- 1968년 《흐느끼는 백조》
- 1969년 《이조 여인 잔혹사》
- 1969년 《늦어도 그날까지》
- 1969년 《당신》
- 1969년 《독짓는 늙은이》
- 1969년 《동경의 왼손잡이》
- 1969년 《뜨거워서 좋아요》
- 1969년 《마법선》
- 1969년 《만고강산》
- 1969년 《만나지 않았다면》
- 1969년 《명동 나그네》
- 1969년 《물망초》
- 1969년 《별명 붙은 여자》
- 1969년 《사랑은 눈물의 씨앗》
- 1969년 《사랑이 미워질 때》
- 1969년 《사랑하고 있어요》
- 1969년 《3인의 여검객》
- 1969년 《세월이 흘러가면》
- 1969년 《식모의 유산》
- 1969년 《안개 낀 상해》
- 1969년 《어느 지붕 밑에서》
- 1969년 《여선장》
- 1969년 《여섯개의 그림자》
- 1969년 《여진족》
- 1969년 《0시의 부르스》
- 1969년 《5인의 사형수》
- 1969년 《유혹》
- 1969년 《장미의 성》
- 1969년 《장한몽》
- 1969년 《저 눈밭에 사슴이》
- 1969년 《제4의 사나이》
- 1969년 《조용히 살고 싶어》
- 1969년 《주차장》
- 1969년 《죽어도 그대 품에》
- 1969년 《죽어도 좋아》
- 1969년 《지하실의 7인》
- 1969년 《창》
- 1969년 《첫날밤 갑자기》
- 1969년 《청춘》
- 1969년 《청춘을 다 바쳐》
- 1969년 《추억》
- 1969년 《팔도 사나이》
- 1969년 《포옹》
- 1969년 《한 발은 지옥에》
- 1969년 《한번 준 마음인데》
- 1969년 《흑산도 아가씨》
- 1969년 《명동 출신》
- 1970년 《거북이》
- 1970년 《결혼 교실》
- 1970년 《결혼 대작전》
- 1970년 《광야의 표창잡이》
- 1970년 《그 분이 아빠라면》
- 1970년 《그 여자를 쫓아라》
- 1970년 《기러기 아빠》
- 1970년 《내 목숨 당신 품에》
- 1970년 《누야 와 시집 안 가노》
- 1970년 《당신은 여자》
- 1970년 《대답해 주세요》
- 1970년 《먼데서 온 여자》
- 1970년 《명동 노신사》
- 1970년 《버림 받은 여자》
- 1970년 《범띠 가시네》
- 1970년 《별명 붙은 여자 2》
- 1970년 《비나리는 선창가》
- 1970년 《비에 젖은 두 여인》
- 1970년 《비운의 왕비》
- 1970년 《3호 탈출》
- 1970년 《순결》
- 1970년 《아 임아》
- 1970년 《아빠 품에》
- 1970년 《아파트를 갖고 싶은 여자》
- 1970년 《안개 속의 탈출》
- 1970년 《여인 전장》
- 1970년 《여자이기 때문에》
- 1970년 《욕망의 사나이》
- 1970년 《이별의 15열차》
- 1970년 《일요일 밤과 월요일 아침》
- 1970년 《임 그리워》
- 1970년 《천사여 옷을 입어라》
- 1970년 《천사의 눈물》
- 1970년 《첫경험》
- 1970년 《최고로 멋진 남자》
- 1970년 《한 많은 남아일생》
- 1970년 《해변의 정사》
- 1970년 《호랑이 꼬리를 잡은 여자》
- 1970년 《황금70 홍콩작전》
- 1970년 《7인의 숙녀》
- 1971년 《당신과 나 사이에》
- 1971년 《떡국》
- 1971년 《현상 붙은 4인의 악녀》
- 1971년 《옥합을 깨뜨릴 때》
- 1971년 《미스 리》
- 1971년 《갑순이》
- 1971년 《의형》
- 1971년 《그날 밤 생긴 일》
- 1971년 《월남에서 돌아온 김상사》
- 1971년 《분례기》
- 1971년 《최고로 멋진 남자 2》
- 1971년 《열두 여인》
- 1971년 《흐느끼는 두 여인》
- 1971년 《유쾌한 딸 7형제》
- 1971년 《들개》
- 1971년 《여창》
- 1971년 《한 많은 두 여인》
- 1971년 《어느 여도박사》
- 1971년 《죄 많은 여인》
- 1971년 《간다고 잊을소냐》
- 1971년 《족보》
- 1971년 《명동에 흐르는 세월》
- 1971년 《내 아내여》
- 1971년 《두 딸의 어머니》
- 1971년 《친정 아버지》
- 1971년 《처복》
- 1971년 《안개 부인》
- 1971년 《짚세기 신고 왔네》
- 1971년 《빗속에 떠날 사람》
- 1971년 《두 줄기 눈물 속에》
- 1971년 《두 딸》
- 1971년 《사랑할 때와 죽을 때》
- 1971년 《공포의 황금 부두》
- 1971년 《괴짜 신부》
- 1971년 《남매는 단둘이다》
- 1971년 《동과 서》
- 1971년 《비에 젖은 두 남매》
- 1971년 《빨간 마스크의 여인》
- 1971년 《성난 해병 결사대》
- 1971년 《쌍벌한》
- 1971년 《엄마 안녕》
- 1971년 《초원의 빛》
- 1971년 《나를 버리시나이까》
- 1972년 《평양 폭격대》
- 1972년 《현대인》
- 1972년 《새남터의 북소리》
- 1972년 《약한 자여》
- 1972년 《목소리》
- 1972년 《석화촌》
- 1972년 《토요일 오후》
- 1972년 《어디로 가야하나》
- 1972년 《동업자》
- 1972년 《무녀도》
- 1972년 《경복궁의 여인들》
- 1972년 《웃고 사는 박서방》
- 1972년 《어머니 왜 나를 낳으셨나요》
- 1972년 《명동 잔혹사》
- 1972년 《별이 빛나는 밤에》
- 1972년 《0시》
- 1972년 《궁녀》
- 1972년 《며느리》
- 1972년 《유정 30년》
- 1972년 《작은 꿈이 꽃필 때》
- 1972년 《기로》
- 1972년 《효녀 청이》
- 1972년 《미움이 변하여》
- 1972년 《가지마오》
- 1972년 《돌아온 자와 떠나야 할 자》
- 1972년 《폭우 속의 도망자》
- 1972년 《헤어져도 사랑만은》
- 1973년 《삼일천하》
- 1973년 《여대생 또순이》
- 1973년 《특별수사본부 기생 김소산》
- 1973년 《애인 교실》
- 1973년 《행복이 쏟아지는 벌판》
- 1973년 《육군사관학교》
- 1973년 《9월의 찻집》
- 1973년 《고향에 진달래》
- 1973년 《광복 20년과 백범 김구》
- 1973년 《난파선》
- 1973년 《누나》
- 1973년 《어머님 생전에》
- 1973년 《요화 배정자 2》
- 1974년 《황홀》
- 1974년 《꽃상여》
- 1975년 《극락조》
- 1975년 《태백산맥》
- 1975년 《내일은 진실》
- 1975년 《학녀》
- 1977년 《야행》
- 1978년 《화려한 외출》
- 1979년 《여수》
- 1979년 《사랑의 조건》
- 1979년 《화조》
- 1979년 《신궁》
- 1981년 《자유부인》 ... 오선영 역
- 1982년 《저녁에 우는 새》 ... 상림 역
- 1982년 《삐에로와 국화》
- 1987년 《위기의 여자》 ... 수명 역
- 1988년 《시로의 섬》 ... 세원 역
- 1992년 《눈꽃》 ... 강애 역
- 1994년 《만무방》 ... 여인 역
- 2010년 《시》 ... 손미자 역

## 방송 출연
1971년
- 《제1회 봄맞이 올스타 온퍼레이드》 (KBS)

1973년
- 《스타쇼 - 윤정희아워》 (MBC)

1992년
- 《임백천의 뮤직쇼》 (KBS COLL FM)
- 《토요일 토요일은 즐거워》 (MBC)

1994년
- 《김한길과 사람들》 (MBC)
- 《문화집중 스튜디오D》 (MBC)
- 《투맨쇼 두남자와 만납시다》 (SBS)

1996년
- 《정보특급 금요베스트10》 (SBS)

1998년
- 《행복채널 - 금요초대석》 (KBS)

2010년
- 《황금어장 - 무릎팍도사》 (MBC)

### TV 드라마
- TBC 《인목대비》 인목왕후 김씨 역 (1974년)

## CF 출연 작품
1988년
- 한샘

1992년
- HK이노엔 비타메진

1994년
- 파리바게뜨

## 경력
- 1995년 제19회 몬트리올영화제 심사위원[19]
- 1998년~2006년 청룡영화상 심사위원
- 2000년 프랑스 도빌국제영화제 심사위원
- 2006년 부천판타스틱국제영화제 심사위원
- 2006년 제17회 디나르영화제 심사위원
- 2010년 제12회 뭄바이 국제영화제 심사위원

## 수상
- 1967년 제6회 대종상 신인상 《청춘극장》
- 1967년 제2회 백마상 신인여우상 《청춘극장》
- 1967년 제2회 대일영화상 신인여우상[20] 《청춘극장》
- 1967년 제2회 영화예술상 신인상 《청춘극장》
- 1967년 제5회 청룡영화상 인기여우상
- 1968년 제11회 부일영화상 신인상[21] 《안개》
- 1968년 제4회 백상예술대상 영화부문 신인연기상 《안개》
- 1968년 제3회 백마상 인기여우상 《장군의 수염》
- 1969년 제4회 인도국제영화제 인기상 《독짓는 늙은이》
- 1969년 제4회 백마상 여우주연상 《지하실의 7인》
- 1969년 제12회 부일영화상 인기여우상
- 1969년 제6회 청룡영화상 인기여우상
- 1969년 핑크리본상 여우주연상 《장군의 수염》
- 1969년 라이온스상 여우주연상 《장군의 수염》
- 1970년 제6회 백상예술대상 영화부문 여자 최우수연기상 《독짓는 늙은이》
- 1970년 제6회 백상예술대상 애독자인기상
- 1970년 제13회 부일영화상 인기여우상
- 1970년 제13회 부일영화상 여우주연상 《독짓는 늙은이》
- 1970년 제7회 청룡영화상 인기여우상
- 1971년 제7회 백상예술대상 영화부문 여자 최우수연기상 《해변의 정사》
- 1971년 제7회 백상예술대상 영화부문 애독자인기상
- 1971년 제10회 대종상 여우주연상
- 1971년 제14회 부일영화상 여우주연상 《첫경험》
- 1971년 제14회 부일영화상 인기여우상
- 1971년 제6회 대일영화상 여우주연상 《분례기》
- 1971년 제6회 백마상 인기상
- 1971년 제6회 영화예술상 여우주연상[22] 《옥합을 깨뜨릴 때》
- 1971년 핑크리본상 여우주연상 《분례기》
- 1971년 제8회 청룡영화상 인기여우상
- 1972년 제18회 아시아영화제 인기여우상[23] 《무녀도》
- 1972년 제8회 백상예술대상 애독자인기상
- 1972년 제9회 청룡영화상 여우주연상 《석화촌》
- 1972년 제9회 청룡영화상 인기여우상
- 1973년 제19회 아시아영화제 여우주연상[24] 《궁녀》
- 1973년 제9회 백상예술대상 영화부문 여자 최우수연기상 《석화촌》
- 1973년 제9회 백상예술대상 영화부문 애독자인기상
- 1973년 제16회 부일영화상 여우주연상 《석화촌》
- 1973년 제10회 청룡영화상 여우주연상 《효녀 심청》
- 1973년 제10회 청룡영화상 인기여우상
- 1974년 제10회 백상예술대상 영화부문 애독자인기상
- 1975년 제11회 백상예술대상 영화부문 애독자인기상
- 1977년 제3회 현대영화비평가그룹상 특별상[25][26] 《야행》
- 1992년 제12회 한국영화평론가협회상 여우주연상《눈꽃》
- 1994년 제32회 대종상 여우주연상 《만무방》
- 2010년 제47회 대종상 여우주연상 《시》
- 2010년 제31회 청룡영화상 여우주연상 《시》
- 2010년 제11회 올해의 여성영화인상 《시》
- 2010년 제34회 카이로 국제영화제 평생공로상[27]
- 2010년 제4회 아시아태평양스크린어워드 여우주연상[28] 《시》
- 2011년 프랑스 문예공로훈장 오피시에
- 2011년 제13회 필리핀 시네마닐라 국제영화제 여우주연상[29] 《시》
- 2011년 제37회 LA비평가협회(LAFCA) 여우주연상[30] 《시》
- 2019년 제20회 올해의 여성영화인상 공로상
- 2019년 제8회 대한민국 베스트 스타상(한국영화배우협회) 베스트 공로상

## 평가
《시》는 오직 윤정희였기에 가능했다. - 르 몽드(Le Monde)
파격적인 캐릭터의 여주인공은 윤정희가 아니면 안 된다 - 신상옥 감독
윤정희는 여배우가 예쁘다라는 사실만으로도 프리미엄을 얻던 시절에 이미 예외적인 존재임을 스스로 알린 배우이다. - 평론가 변인식
미묘한 뉘앙스와 감수성으로 가득찬 윤정희의 연기는 여우주연상을 받을만하다 - 르 피가로(Le Figaro)
마음을 움직이는 윤정희의 연기는 정말 감동적이었다. - 팀 버튼

## 같이 보기
- 문희
- 남정임
- 금보라